# Ваха Артур Вікторович
Артур Вікторович Ваха (рос. Артур Викторович Ваха; нар. 13 січня 1964, Ленінград) — радянський і російський актор театру, кіно і дубляжу. Заслужений артист Російської Федерації (1999).

## Життєпис
Артур Ваха народився 13 січня 1964 року в Ленінграді. Його мати — Воля Ваха, режисерка, професорка, викладачка акторської майстерності, батько — Віктор Ваха, актор. У нього естонське походження по батькові. Прізвище естонське та означає «віск».
Дебютував на сцені театру ім. Ленсовета ще у шестирічному віці, виконав роль Альоші Чешкова в постановці Ігоря Владимирова «Людина з боку».
У 1980 році вступив до Ленінградського державного інституту театру, музики і кінематографії на курс В. Петрова. Після закінчення навчання проходив службу в армії.
З 1986 року працював у Театрі комедії імені Акімова.
У 2005 році Артур Ваха почав працювати в трупі Театру імені Ленсовєта.
Кінодебют відбувся у 1984 році в стрічці «Капітан Фракасс», де він зіграв другорядну роль гвардійця кардинала.

## Фільмографія
| Рік  |   | Українська назва              | Оригінальна назва                 | Роль                                                              |
| ---- | - | ----------------------------- | --------------------------------- | ----------------------------------------------------------------- |
| 2019 | с | Пекар та красуня              | Пекарь и красавица                | Матвій                                                            |
| 2019 | с | Кримінальний журналіст        | Криминальный журналист            | Автанділ                                                          |
| 2018 | ф | Прощатися не будемо           | Прощаться не будем                | Дмитро Токарев, керівник органів державної безпеки, генерал-майор |
| 2018 | с | Купчино                       | Купчино                           | Дмитро Самойлов                                                   |
| 2017 | ф | Салют-7                       | Салют-7                           | лікар-психотерапевт                                               |
| 2016 | ф | Контрибуція                   | Контрибуция                       | Леонард Калмиков, промисловець                                    |
| 2016 | ф | Криголам                      | Ледокол                           | Акулов, професор медицини                                         |
| 2015 | с | Слідчий Тихонов               | Следователь Тихонов               | Льоха, скульптор                                                  |
| 2014 | ф | Гєна Бетон                    | Гена Бетон                        | помічник Фатьянова                                                |
| 2012 | с | Вісімдесяті                   | Восьмидесятые                     | Дмитро Чепєлєв, завідувач рестораном                              |
| 2012 | ф | Справжнє кохання              | Настоящая любовь                  |                                                                   |
| 2011 | с | Небесний суд                  | Небесный суд                      | Серджіо Аморе                                                     |
| 2011 | с | Фурцева                       | Фурцева                           | Леонід Брежнєв                                                    |
| 2011 | с | Заєць, смажений по-берлінськи | Заяц, жаренный по-берлински       | Петро Ломов, шеф-повар ресторану «Метрополь»                      |
| 2010 | с | Сімейне вогнище               | Семейный очаг                     | Роман Поваляев, редактор програми                                 |
| 2009 | ф | Стерва                        | Стерва                            | Самвел                                                            |
| 2009 | с | Вербна неділя                 | Вербное воскресенье               | Михайло Кузьмич, керівник телеканалу                              |
| 2008 | ф | Олександр. Невська битва      | Александр. Невская битва          | голова боярської ради                                             |
| 2008 | ф | Важко бути мачо               | Трудно быть мачо                  | Олександр Ілліч, директор пансіонату                              |
| 2008 | ф | На даху світу                 | На крыше мира                     | автолюбитель                                                      |
| 2008 | ф | Небезпечна комбінація         | Опасная комбинация                | Єгоров, полковник міліції                                         |
| 2008 | ф | Гра                           | Игра                              | Віктор Петрович                                                   |
| 2006 | ф | Криголам                      | Ледокол                           | Професор Акулов                                                   |
| 2005 | с | Брежнєв                       | Брежнев                           | Брежнєв у молодості                                               |
| 2003 | с | Жіночий роман                 | Женский роман                     | Петро Солдатов                                                    |
| 2001 | ф | Оповідь про Федота-Стрільця   | Сказ про Федота-Стрельца          | епізодична роль                                                   |
| 2001 | с | Агентство НЛС                 | Агентство НЛС                     | Сергій Рубашкін                                                   |
| 2001 | с | Агент національної безпеки-3  | Агент национальной безопасности-3 | Петро Василенко                                                   |
| 1999 | с | Вулиці розбитих ліхтарів-2    | Улицы разбитых фонарей-2          | президент фонду                                                   |
| 1998 | с | Вулиці розбитих ліхтарів-1    | Улицы разбитых фонарей-1          | Вадим Осокін                                                      |
| 1995 | ф | Усе буде добре!               | Все будет хорошо                  | Адміністратор театру                                              |
| 1995 | ф | Четверта планета              | Четвёртая планета                 | епізодична роль                                                   |
| 1990 | ф | Бакенбарди                    | Бакенбарды                        | Херц                                                              |
| 1987 | ф | Щасливий випадок              | Счастливый случай                 | пожежний-музикант / пасажир / гість / гімнаст / віолончеліст      |
| 1987 | ф | Середовище проживання         | Среда обитания                    | Бугаєв, помічник слідчого                                         |
| 1984 | ф | Капітан Фракасс               | Капитан Фракасс                   | гвардієць кардинала                                               |